# 亚美尼亚国民大会
亚美尼亚国民大会，亚美尼亚的一个政党，由亚美尼亚前总统列翁·特尔-彼得罗相领导的13个反对党组成。该政党联盟成立于2008年。